# تركي العليوة
تركي العليوه(ولد في 15 أكتوبر 1990-) لاعب كرة قدم سعودي و يلعب في مركز مهاجم.

## مسيرة اللاعب
لعب في نادي الشعلة ونادي القيصومة ونادي الشرق ونادي الأنوار ونادي السلمية.

## وصلات خارجية
- تركي العليوة على موقع Soccerway.com (الإنجليزية)
- تركي العليوة على موقع كووورة